# Verwaltungsgemeinschaft Lechfeld
Verwaltungsgemeinschaft Lechfeld – wspólnota administracyjna w Niemczech, w kraju związkowym Bawaria, w rejencji Szwabia, w regionie Augsburg, w powiecie Augsburg. Siedziba wspólnoty znajduje się w Untermeitingen. Powstała 1 maja 1978, wówczas jej członkiem była również gmina Graben. Graben wystąpiło ze wspólnoty 31 grudnia 1993.
Wspólnota administracyjna zrzesza dwie gminy:
- Klosterlechfeld, 2755 mieszkańców, 2,80 km²
- Untermeitingen, 6409 mieszkańców, 15,58 km²